# Truchas
Truchas és un municipi de la província de Lleó a la comunitat autònoma de Castella i Lleó. Forma part de la comarca de La Cabrera.

## Pedanies
- Baillo
- Corporales
- La Cuesta
- Cunas
- Iruela
- Manzaneda
- Pozos
- Quintanilla de Yuso
- Truchas
- Truchillas
- Valdavido
- Villar del Monte
- Villarino

## Demografia
| 1991 | 1996 | 2001 | 2004 |
| ---- | ---- | ---- | ---- |
| 1159 | 863  | 720  | 673  |